# Adrie Lasterie
Adrie Lasterie, née le 16 décembre 1943 à Hilversum et morte le 22 mars 1991 à Naarden, est une ancienne nageuse néerlandaise.

## Carrière
Lors des Championnats d'Europe de natation 1962 à Leipzig, elle réussit un triplé en remportant le 400 m nage libre, le 400 m 4 nages et le 4 × 100 m nage libre. Elle est la seule nageuse à avoir remporté le 400 m nage libre et le 400 m 4 nages lors d'un championnat européen.
Elle est également médaillée d'argent lors des Jeux de Rome en 1964 avec le relais 4 × 100 m nage libre.